# 迈克·曼斯菲尔德
迈克尔·约瑟夫·曼斯菲尔德（英語：Michael Joseph Mansfield，1903年3月16日—2001年10月5日），美国政治人物、外交官。曼斯斐基金會以其命名。

## 生平
他是民主党党员，曾担任过蒙大拿州联邦众议员（1943年－1953年）、联邦参议员（1953年－1977年）。1961年至1977年间，他曾长期担任参议院多数党领袖。在其任内，他在参议院中积极推动了伟大社会计划，并且是越南战争的坚决反对者。
在卸任联邦参议员后，曼斯菲尔德于1977年至1988年间出任美国驻日本大使。他也是历史上任期最长的美国驻日大使。1989年，他获颁美国平民最高荣誉勋章——总统自由勋章，这一荣誉部分是由于其在理查德·尼克松总统辞职中发挥的作用。
而在大使任期结束后，曼斯菲尔德还曾经出任过高盛东亚事务的高级顾问。